# اریک برن
اریک جیمز برن (۱۰ مه ۱۹۱۰ – ۱۵ ژوئیه ۱۹۷۰) محقق، استاد دانشگاه و مدیر آمریکایی بود که به عنوان هجدهمین رئیس دانشگاه ایالتی پنسیلوانیا خدمت می‌کرد. پیش از این، او چهاردهمین رئیس دانشگاه ایالتی فلوریدا و مدیر مرکز ملی پژوهش‌های جوی در بولدرِ کلرادو بود.

## سنین جوانی و تحصیل
برن در ۲۶ اکتبر ۱۹۵۱ در لافایتِ ایندیانا به دنیا آمد. او در سال ۱۹۷۲ با مدرک لیسانس زمین‌شناسی از دانشگاه ایالتی فلوریدا فارغ‌التحصیل شد. او بعداً در رشته اقیانوس‌شناسی، مدرک کارشناسی ارشد (۱۹۷۶) و مدرک دکتری (۱۹۸۰) دریافت کرد. هر دوی این مدارک مربوط به دانشگاه میامی می‌باشند.

## تحلیل رفتار متقابل
اریک برن خالق یک سیستم روانشناسی انسانی و اجتماعی به نام تحلیل رفتار متقابل است که در سطح تئوری جامع و در سطح عملی موثر است. تحلیل رفتار متقابل کشف تکان‌دهنده‌ای در علم روانپزشکی است و یک طرح زیربنایی است که امروزه کاربرد زیادی دارد.
اریک برن نظریه ای مربوط به حوزه روانشناسی اجتماعی را مطرح کرد که تا به امروز معتبر است. 